# ナボニドゥス
ナボニドゥス（Nabonidus, ? - 紀元前539年）は、新バビロニア最後の王（在位：紀元前555年 - 紀元前539年）。アラム系であると言われ、アッカド語では名前はナブー・ナイド（Nabû-nā'id）と表記される。

## 歴史
現代のナボニドゥスの治世への認識は、彼のバビロンの王としての治世よりもはるかに後代の、特にペルシア人とギリシア人による記述に負うところが大きい。その結果、ナボニドゥスは近代・現代の学問では否定的な意味で描かれることが多い。しかしながら、証拠の蓄積と現存する史料の再評価により、ナボニドゥスや彼の治世における出来事に対する評価は、この数十年で著しく変わってきた
。

## 出自

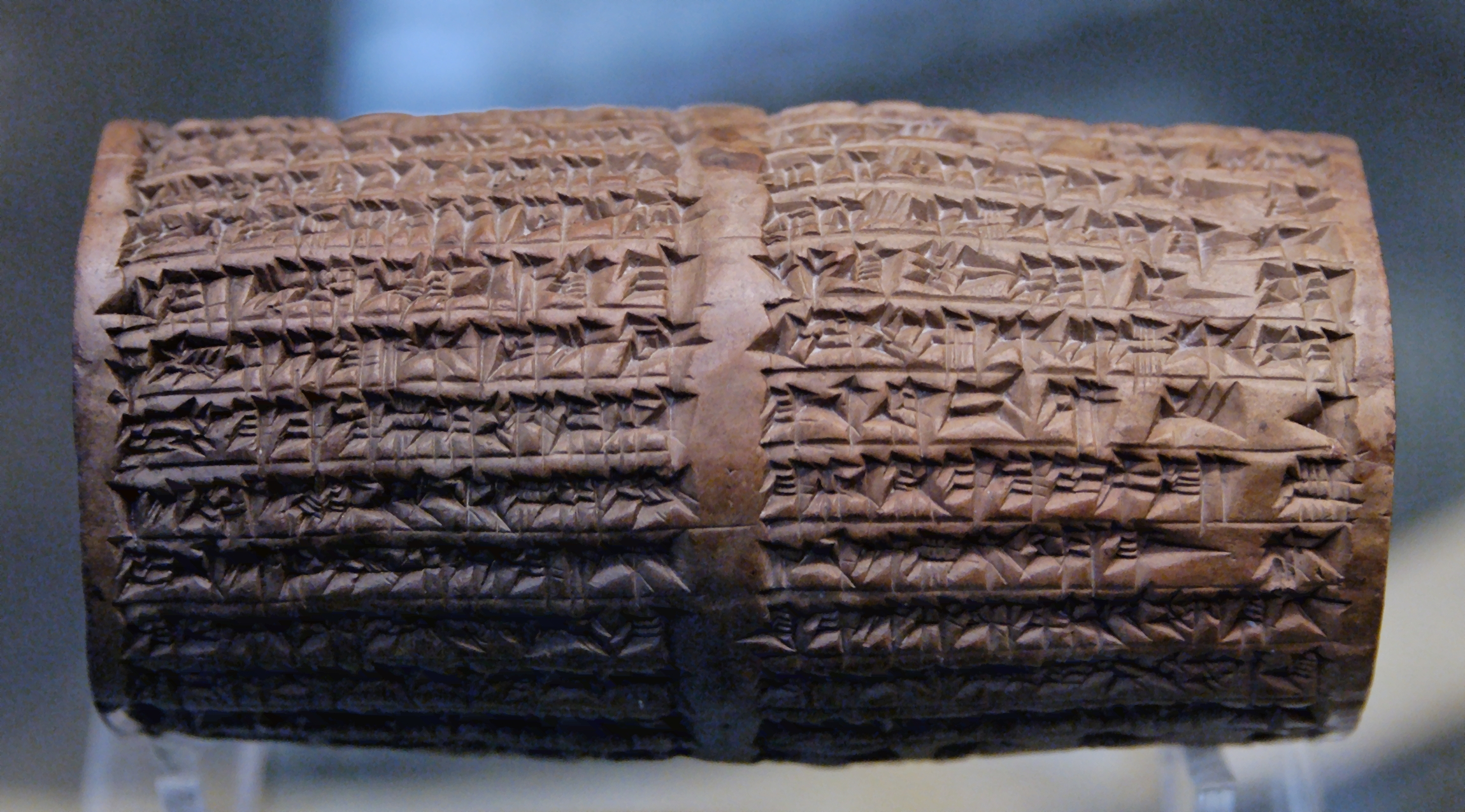
月神シンの神殿の修復に関するナボニドスの円筒形碑文。大英博物館。

ナボニドゥスの経歴は明らかではない。彼は自らの碑文の中で、自分は取るに足らない出自だと述べている。同様に、長生きした彼の母アッダ・グッピは、おそらくハランにある月神シンの神殿と関係があるが、彼女の碑文の中でも彼女の家の経歴を語らない。彼がアッシリア人の血を引くのではないかとする論点が2つある。1つは、ナボニドゥスの王としてのプロパガンダの中で、新アッシリア帝国の最後の偉大な王、アッシュールバニパルへ繰り返し言及することである。もう1つは、彼がハランの出身であることと、ハランに対する彼の特別な関心である。ハランはアッシリアの都市であるとともに、新アッシリア帝国の首都ニネヴェ陥落後は、最後の拠点となった。だが、この説には難点がある。ナボニドゥスのプロパガンダは、彼以前の王たちのものとほとんど違わない上に、彼の跡を継いだペルシア帝国のキュロス大王もまた、キュロスの円筒形碑文の中でアッシュールバニパルに言及するからである。ナボニドゥスは明らかに、彼以前の王家カルデア王朝（ネブカドネザル2世が有名）に属していなかった。彼は紀元前556年、前任の若い王、ラバシ・マルドゥク政権を覆して王位に就いた。

## 治世
相次いで王位が変わる新バビロニアの混乱状態を収めて新バビロニアの王座についた。特に勢力を増していた神官達に対抗するために神殿の人事に介入し、監督官を派遣してこれの統制を図った。また月神シンを祭る神殿を多数建造したが、マルドゥクを主神とするバビロニア人の反応は悪かったようである。ナボニドゥスはバビロンの過去に興味を持ち、古代の建築物を発掘し、彼の考古学上の発見を博物館に展示した。最も古い記述では、彼は王家の変人として表現されている。ナボニドゥスはおそらく、他の全ての神々に優先して月神シンを崇拝し、ハランにあるシンの神殿に特別な奉納を払った。その神殿は彼の母が神官であったところで、このように彼はバビロニアの主神マルドゥクを軽んじた。これらの宗教改革が生み出した緊張により、彼はその治世の初期の頃に首都を去り、アラビアにある砂漠のオアシス、タイマへと逃れた。彼は紀元前553年にシリアへ遠征を行い、次いで紀元前552年（異説あり）タイマへと遠征し、以後10年前後にわたってそこに残留した。彼が戻ってきたのは何年も後になってのことである。長期間本国を留守にしていたためその間の国内統治は皇太子ベルシャザルに一任された。ただしベルシャザルはバビロニア王を名乗る事は許されず、神殿への奉納はナボニドゥスの名で行われ、祭礼に関しても独断で行う権限を持たないなど、ナボニドゥスの影響力はかなりの程度確保された。短命王が多い新バビロニアにあって、長期間の在位に成功した王であったが、この時期に急拡大を遂げていたアケメネス朝ペルシアとの戦いによって王座を追われる事になる。

### 功績
ナボニドゥスは史上初の考古学者として知られ、かつ敬意を払われている。彼はメソポタミアの太陽神シャマシュの神殿、戦いの女神アヌニトゥの神殿（ともにシッパルにある）の埋もれた基礎や、ハランにある月神ナラム・シンの聖所など、史上初の発掘を指揮しただけでなく、それらをかつての状態に修復することすらやってのけた。彼はまた、ナラム・シンの神殿を発掘する中でその年代を特定することを試み、考古学的遺跡の年代推定をした最初の人物でもある。彼の年代推定は1500年ほどずれているが、当時の年代推定技術にすれば、かなり良い水準であると言えよう。

### 宗教的信条

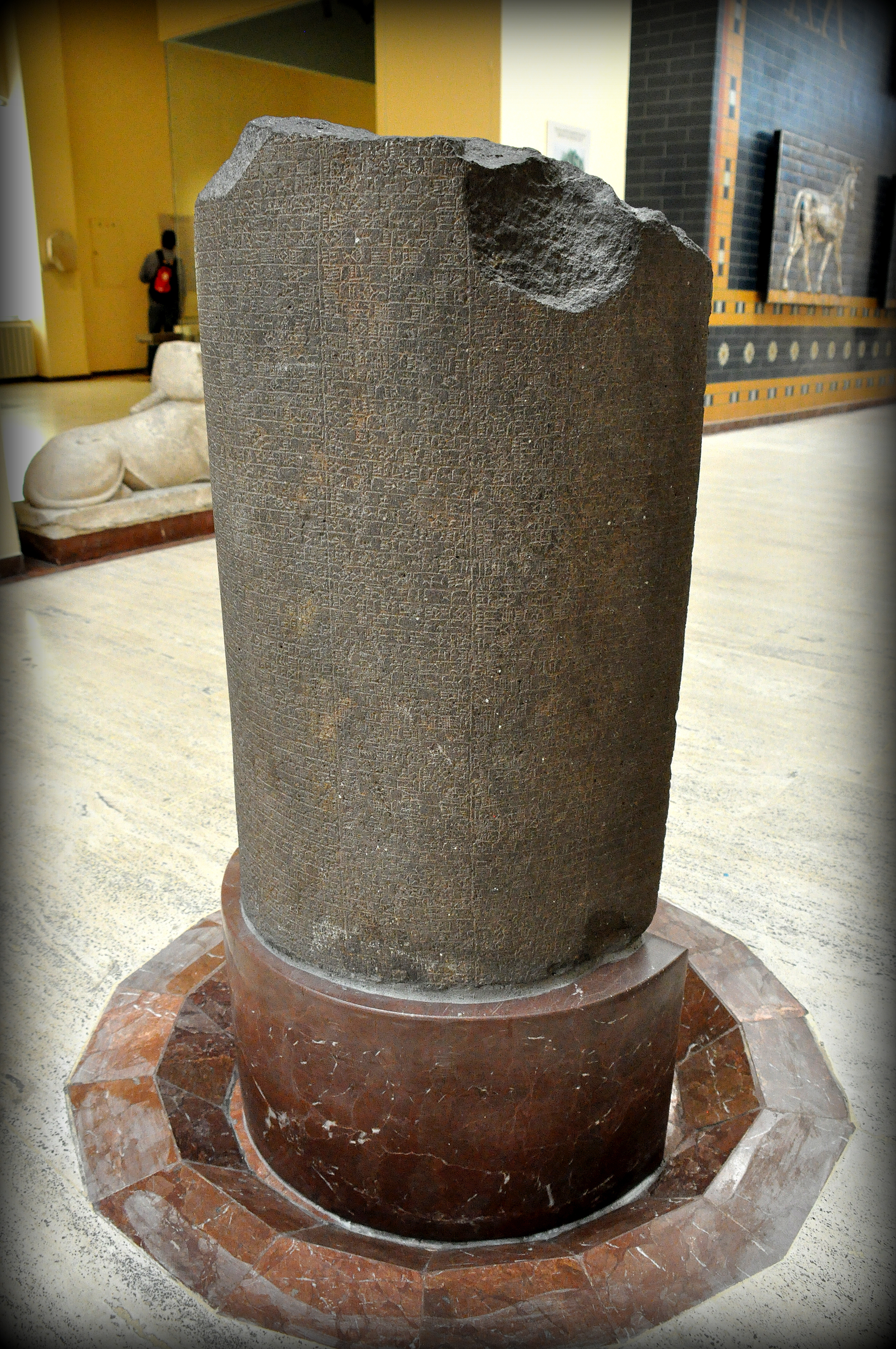
ナボニドゥスの花崗岩の石碑。イスタンブール考古学博物館の古代オリエント展示室

ナボニドゥスが個人的には、月神シンの方を好んで崇拝していたのは明らかだが、月神シンへの傾倒の度合いについては学者の間でも意見が分かれる。彼の碑文から、彼がほぼ唯一、月神シンに対する信仰へ傾斜したのは明らかだという主張がある一方で、彼が他の神々や宗教にも敬意を払ったことから、ナボニドゥスが他のバビロニアの支配者と同様だったという意見もある。彼のネガティブなイメージは、ナボニドゥスがタイマに滞在して長期にわたりバビロンを不在にし、マルドゥク神に係る重要な新年祭を催すことができなかったことや、彼が月神シンを重要視したことに憤慨したマルドゥク神の祭司団によるところが大きい。だがいずれにせよ、彼の治世において、市民の動揺・混乱を示す証拠は見あたらない。

マルドゥク祭司団とキュロスの両方によるプロパガンダの一つとして、ナボニドゥスがメソポタミア南部の最も重要な神像を取り上げ、バビロンに人質としてかき集めたという話がある。これはおそらく正しい。実に多くの碑文は、これらの神像がペルシア帝国軍の進軍の直前にバビロンに運び込まれたことを示している。

［アブの？］月に　都市マラドのLugai-Marada、キシュのザバダ、フーサッカラマの女神ニンリルがバビロンを訪れた。ウルルの月の終わりまでにはアッカドのあらゆる全ての神がバビロンに入った。 ボルシッパ、クーサ、そしてシッパルの神はバビロンには来なかった。

　－　バビロニア年代誌、ナボニドゥスの治世第１７年より
しかしながら、現代の学者はこの行動に対して別の説明をする。メソポタミアでは、神はその像のなかに宿り、その都市を守るものと考えられてきた。ただしこの加護は、その神像が適切に取り扱われた場合にのみ、受けられる。そこでナボニドゥスはこれらの神像を特別に扱い、これらの神々が確実に彼と共にあるようにした。この行動（考え方）は、メソポタミアにおける伝統的な考え方でもある。

古代メソポタミアにおける偶像崇拝の強さと信念を示すもっとも強力な実例としては、戦時における偶像の扱いが挙げられる。紀元前一千年紀におけるアッシリアとバビロニアの史料は、都市の征服の結果、神殿から神像が撤去された例について、頻繁に言及している。強奪された神像は通常、勝利者の土地へ運び去られる（この行為は、アッシリアでとりわけ顕著である）。神像は、奇跡的にもとの都市の神殿に戻されるまで、ずっとそこで捕らわれの身となるのである。（中略）彼らの神が捕らわれ、その悪影響を受けるという憂き目を見るくらいなら　－　言い換えれば、その神が彼らの都市を見捨てて破滅を招くくらいなら、多くの都市は、彼らの神像が敵国に渡るのを阻止しようとした。なぜなら神像を守ることは、困難な時期においてもなお、彼らの神々がその住民と土地を守護しているということを意味するからである。（中略）紀元前539年のペルシア帝国によるバビロニアの征服の直前の数ヶ月間、ナボニドゥスはシュメールとアッカドの大勢の神々を、首都へ集めるよう命じた。それ以前の試みとは異なり、ナボニドゥスによる召集命令は文書により保存されている。（この後、ボーリュー（カナダの歴史学者）はこの史料を詳細に議論している）

—　Ｐ．Ａ．ボーリュー 1993:241-2
だがこの行為により、ナボニドゥスは彼の政敵、とりわけキュロスによる非難にさらされることになった。キュロスはなぜ彼がナボニドゥスよりも良い王なのかを示そうとし、この出来事をナボニドゥスの王としての欠陥の例として用いた。再びボーリューの文章から引用する：

神像を彼らの聖域へ戻すことは、キュロスにとってナボニドゥスのイメージを下げる政策の１つであった。神々を戻すことだけでは満足せず、彼は、廃位されていた王たちを、彼らの意思に反して彼らの都市に戻すことまでした。

—　Ｐ．Ａ．ボーリュー 1993:243
　そしてバビロンで1879年に発見された、キュロスの円筒形碑文に記録されているキュロス自身の言葉から。

天罰が下ったナボニドゥスがバビロンに運んだシュメールとアッカドの神々に対して、彼らの聖所において喜びのうちに暮らすことを、マルドゥク神の名において私（キュロス）は命ずる。私が聖所に戻す全ての神が、ベル神とナブー神の前において、私の治世が持続するよう願いますように。彼らが熱心に私の加護を嘆願しますように。

－　キュロスの円筒形碑文　30-34より。
このことは、バビロニア年代誌によっても裏付けられる。

キスリムの月からアッダルの月までの間に、ナボニドゥスがバビロンに連れてこさせたアッカドの神々は彼らの街に戻された。

　－　バビロニア年代誌、ナボニドゥスの治世第１７年より

### ナボニドゥスのタイマ滞在
なぜナボニドゥスが、それほど長きにわたってタイマに滞在したのか、その理由は明らかではない。彼がそこに行った理由は明らかである。タイマは重要なオアシスで、そこからは経済的な利益を生み出すアラビアの通商路を押さえることができた。彼よりもはるか以前、アッシリア帝国が同じことを試みたことがある。しかしながら、なぜナボニドゥスがそれほど長く（おそらく約10年。紀元前553〜紀元前543年か）滞在し、そしてなぜバビロンに戻ったのか、その理由・目的は未解明の謎として残る。彼が月神シンへ傾斜し、それに抵抗・反対したバビロンにいても落ち着かなかったからだという理由が提案されてきた。ナボニドゥスの帰還については、キュロスの脅威の増大や、ナボニドゥスと息子ベルシャザルとの意見の食い違いが目立つようになってきたことが関係しているかもしれない。ナボニドゥスがバビロンに戻ると、ベルシャザルと大勢の行政官たちは、ただちに解任された。タイマへの滞在中、ナボニドゥスは手の込んだ建築物をタイマに建設した。最近の発掘により、その多くが明らかになりつつある。

## ペルシアによるバビロニア征服
バビロニアの陥落については異なる記述が残っている。キュロスの円筒形碑文によれば、バビロンの住民はキュロスのために門を開き、解放者として歓迎した、としている。イザヤ書第40章〜第55章では、ペルシア軍がバビロニアの女性たちと神像を略奪するであろうと預言している。ヘロドトスはキュロスがバビロニア人を街の外で打ち負かし、その後、包囲戦が始まったとしている。包囲戦が長引くと、キュロスはユーフラテス川を迂回させ、部隊が河床から街の中へ侵入できるようにした（以上、ヘロドトスによる）
。
クセノフォンは同様の見方をしているが、彼は戦いには言及していない。

ベロッソス（紀元前3世紀の著述家）は、キュロスがバビロニア軍を打ち破ったのだが、このとき、ナボニドゥスは近くのボルシッパへ逃れたのであろうと主張している。ナボニドゥスはそこに隠れ、その間にキュロスがバビロンを占領し、その外壁を破壊した。キュロスがボルシッパに向かうと、ナボニドゥスはすぐに投降した。

これらの記述（例えばキュロスの円筒形碑文とイザヤ書。後者についてはCyrus in the Judeo-Christian traditionを参照）、伝承（ヘロドトスとクセノフォン）、記録（ベロッソス）は互いに矛盾するため、非常に混乱させられる。ナボニドゥスの年代誌はもっと有益である。ナボニドゥスの年代誌はバビロニア年代誌の一部であり、歴史的出来事を正確に、事実に基づいて記述している。そのため、情報量は限られるが非常に信頼できると考えられている。キュロスによるバビロンの占領に関しては、この文書は以下のように記している：
タシュリトウの月にキュロスがティグリス川沿いのオピスにいるアッカド軍

を攻撃した。アッカドの住民が蜂起したが［キュロス？　ナボニドゥス？］が混乱した住民を虐殺した。１５日（現代の暦の１０月１２日に相当）、シッパルが戦わずして占領された。ナボニドゥスは逃げた。１６日、グティウムの総督ゴブリュアスとキュロスの軍が、戦わずしてバビロンに入城した。後に、ナボニドゥスはバビロンに戻ってきたところを捕らえられた。その月の終わりまで、盾を持ったグティ人がエサギラの中に滞在したが、エサギラとその建物の中では誰も武器は携行しなかった。時機を逸せずして祝典が開かれた。アラハサムナの月の３日（現代の暦の１０月２９日に相当）、緑の小枝が敷きつめられた中を進み、キュロスはバビロンに入城した。平和が街に訪れた。キュロスは全てのバビロニア市民に挨拶した。総督ゴブリュアスは、副総督をバビロンに置いた。

－　バビロニア年代誌、ナボニドゥスの治世第１７年より
補足すると、占領のすぐ後になされた、バビロンのエンリル門の修復について言及する建物の碑文が発見されている。この情報に基づき、以下の仮説が提案されている。

：キュロスがメソポタミア南部への進軍を試みたとき、オピス付近でバビロニア軍に遭遇している。それに続く戦闘で、ペルシア軍は彼らに勝利した。続いて、付近の都市シッパルが投降した。一方で、キュロスのそれ以上の進軍を阻止するため、バビロニア軍はユーフラテス川付近に防衛線を築こうとして南へ撤退した。しかしながら、キュロスはバビロニア軍に戦いを挑まなかった。むしろ、首都の急襲を試みるため、彼は小規模な軍隊をティグリス川沿いに南へ送った。このアイディアはうまくいった。ペルシア軍の部隊は、気付かれることなくバビロンに到達した。門の付近で小さな抵抗に遭っただけであった。このようにして彼らはバビロンを占領しただけでなく、ナボニドゥスも捕らえた。

これによりバビロニア軍は基盤を失った状態に置かれ、まもなく投降した。一方、バビロンを占領したペルシア軍の指揮官ウグバル

は、配下の兵士が略奪または都市を害する行為をしないよう、よく気を配った。彼はバビロンの神殿の儀式が行われ続けるよう、計らうことさえした。それにもかかわらず、キュロスが入城するまで約1か月を要した。バビロニアの官僚や行政組織が政権移行後も残ったので、この期間は都市代表との交渉に費やされたものと推測されている。

これは、新アッシリア王サルゴン2世やアレキサンダー大王がバビロンを占領したときの状況とよく似ている。

なお、従前の日本語版記事では、アケメネス朝との戦いについて、以下のように説明している　：　アケメネス朝との戦いのうち最初の記録は紀元前548年にキュロス2世がアルベラ地方へ侵攻した事によって発生した。その後長期に渡って戦いが続いたが、紀元前539年9月、アケメネス朝の侵攻を受けオピスでのオピスの戦いでナボニドゥスは敗北した。更に10月、シッパルが陥落するとナボニドゥスはバビロンへ逃れたが、配下であったウグバルの裏切り（異説あり）によって捕らえられたため、バビロンはペルシア軍に無血占領され新バビロニアは滅亡した。

## その死
ナボニドゥスの最期については、明らかではない。キュロスは、彼自身が打ち負かした幾人かの王の命に情けをかけたことで知られる。例えばリュディアのクロイソスである。彼は敗北ののち、キュロスの宮廷で助言者として生きることを許されている。この情報はヘロドトスによるものである。ヘロドトスによれば、クロイソスは当初、火刑を宣告されたが、彼の知見をキュロスに示した結果、処刑を免れたとされている。バッキュリデースは、炎がクロイソスを捕らえる直前にアポロン神がクロイソスを救出し、（北方の）常春の国へと連れていったとしている。ナボニドゥスの年代誌における（おそらく）紀元前547年のキュロスの軍事行動の記述の中では、国が奪われその王が殺されたとしている。粘土板の文章におけるその国の名前は損傷しているが、おそらくはウラルトゥではないかと考えられている。ベロッソス（前出）による記述と、ヘレニズム時代のバビロニア王朝の回顧的預言の中では、ナボニドゥスはカルマニア（現：イラン領ケルマーン州）で生きることを許されたとしている（従前の日本語版の記事では、カルマニアへ追放されたとしている）。